# Mosca dels estables
La mosca dels estables (Stomoxys calcitrans) també coneguda com a mosca camaleó o mosca picadora és una espècie de dípter braquícer de la família Muscidae. Aquesta mosca, d'aspecte molt semblant a la mosca comuna, és present arreu del món i es troba principalment, i en gran nombre, als estables de vaques. Hom la considera una plaga perquè s'alimenta principalment de la sang de bous i vaques, de cavalls, d'ases (o puntualment, fins i tot dels humans) i perquè pot actuar com a vector de malalties greus del bestiar, com l'anaplasmosi o la febre aftosa. El seu nom específic, calcitrans, fa referència a la reiteració amb la qual ataca als animals per xuclar-los la sang.

## Descripció
La mosca dels estables amida entre 5 i 8 mm de llargada, lleugerament més petita que la mosca comuna (Musca domestica). Té el cos de color gris, amb quatre franges longitudinals estretes i ininterrompudes, i les potes negres. L'abdomen té taques rodones i ovalades barrejades. L'aparell bucal, constituït per una trompa allargada, que sobrepassa les potes anteriors, està dirigida endavant i no és retràctil. La trompa és punxeguda i està pensada per perforar i xuclar la sang de diversos vertebrats. La labela de la trompa és dentada. La trompa és ben distingible a ull nu i és un dels principals trets que permeten diferenciar-la de la mosca domèstica.

## Cicle vital
És un dípter i, per tant, fa una metamorfosi completa (holometàbol). La durada del cicle vital és d'entre 23 a 33 díes. És una espècie multivoltina, podent fer diverses generacions en un mateix any. Els adults viuen entre 9 i 23 dies i normalment copulen un o dos dies d'esprés d'haver assolit aquest estadi, essent característic que el mascle fecundi a diverses femelles. Les femelles poden dipositar uns 500-600 ous al llarg de la seva vida, aïllats o agrupats, amb preferència per espais on hi hagi matèria orgànica en descomposició, com fems de cavall, vaca o porc. Al cap de dos o tres dies, neixen les larves, que s'alimenten de la matèria orgànica propera a la posta. Entre 15 i 20 dies més tard, i després d'haver passat tres estadis larvaris, abandonen la matèria orgànica i van a buscar terra neta per fer la transformació a pupa. En un període de 5 o 6 dies esdevindran adults.